# Катенино (село)
Кате́нино — село в Варненском районе Челябинской области России. Административный центр Катенинского сельского поселения.

## География
Через село протекает река Караталы-Аят. Расстояние до районного центра — села Варна — 28 км.

## Население
| 2002 | 2010 |
| ---- | ---- |
| 972  | ↗980 |

По данным Всероссийской переписи, в 2010 году численность населения села составляла 980 человек (461 мужчина и 519 женщин).

## Улицы
Уличная сеть села состоит из пяти улиц.